# バレーボールキューバ女子代表
バレーボールキューバ女子代表（バレーボールキューバじょしだいひょう）は、バレーボールの国際大会で編成されるキューバの女子バレーボールナショナルチームである。
1955年に国際バレーボール連盟へ加盟。

## 歴史
選手の身体能力が特筆に価する。個々のジャンプ力が高く、ツーセッター制を伝統的に行っている。1990年代のキューバ代表は世界のトップに君臨し、特にミレヤ・ルイスとレグラ・トレスの活躍により、1991年から2000年にかけて前人未到のバレーボール3大大会8連覇を成し遂げた。
だが、その後低迷期を迎えると、2002年世界選手権は5位、2003年のワールドカップでは6位となった。2004年のアテネ五輪では3位となり銅メダルを獲得するも、2007年のワールドカップ、2008年での北京五輪ではいずれも4位とメダルに届かず、2010年の世界選手権では三大国際大会でワーストとなる12位に終わった。翌年の2011年バレーボール・ワールドグランプリでは、格下の相手にも足をすくわれて11位という結果に終わってしまった。
2012年のロンドン五輪世界最終予選でも出場権を獲得できず、「6大会連続となる五輪出場」を逃すこととなった。
その要因となるのが代表主力選手が次々と海外移籍し、代表を離脱したことにある。その後、各海外リーグで活躍するとそのまま市民権を取得、アゼルバイジャンやカザフスタンなどに帰化した。
中でもミレヤ･ルイスの再来と言われ、中学生でシニア代表デビューしたメリッサ・バルガスも、セルビアとトルコの市民権を取得し、トルコ代表デビューの日を待ち望んでいる。

## 過去の成績

### オリンピックの成績
| - 1964年 - 不参加 - 1968年 - 不参加 - 1972年 - 6位 - 1976年 - 5位 - 1980年 - 5位 - 1984年 - 不参加 | - 1988年 - 不参加 - 1992年 - 金メダル - 1996年 - 金メダル - 2000年 - 金メダル - 2004年 - 銅メダル - 2008年 - 4位 | - 2012年 - 最終予選敗退 |

### 世界選手権の成績
1952年から1967年まで不参加
| - 1970年 - 8位 - 1974年 - 7位 - 1978年 - 金メダル - 1982年 - 5位 - 1986年 - 銀メダル - 1990年 - 4位 | - 1994年 - 金メダル - 1998年 - 金メダル - 2002年 - 5位 - 2006年 - 7位 - 2010年 - 12位 - 2014年 - 21位 | - 2018年 - 出場予定 |

### ワールドカップの成績
| - 1973年 - 5位 - 1977年 - 準優勝 - 1981年 - 6位 - 1985年 - 準優勝 - 1989年 - 優勝 - 1991年 - 優勝 | - 1995年 - 優勝 - 1999年 - 優勝 - 2003年 - 6位 - 2007年 - 4位 - 2011年 - 不出場 - 2015年 - 9位 |  |

### 北中米選手権の成績
| - 1969年 - 準優勝 - 1971年 - 準優勝 - 1973年 - 優勝 - 1975年 - 優勝 - 1977年 - 優勝 - 1979年 - 優勝 - 1981年 - 準優勝 - 1983年 - 準優勝 | - 1985年 - 優勝 - 1987年 - 優勝 - 1989年 - 優勝 - 1991年 - 優勝 - 1993年 - 優勝 - 1995年 - 優勝 - 1997年 - 優勝 - 1999年 - 優勝 | - 2001年 - 準優勝 - 2003年 - 準優勝 - 2005年 - 準優勝 - 2007年 - 優勝 - 2009年 - 3位 - 2013年 - 7位 |

## 現在の代表
2015年FIVBバレーボール・ワールドグランプリに登録されたメンバー。
| 監督 | ロベルト・ガルシア         | ロベルト・ガルシア | ロベルト・ガルシア | ロベルト・ガルシア | ロベルト・ガルシア | ロベルト・ガルシア |
| No.  | 選手名                     | シャツネーム       | 身長               | 所属               | P                  | 備考               |
| 1    | ダリア・パルマ             | Palma              | 182                | Cienfuegos         |                    |                    |
| 2    | レグラ・グラシア           | Gracia             | 177                | Camaguey           | WS                 |                    |
| 3    | アレナ・ロハス             | Orta               | 186                | Habana             | MB                 |                    |
| 4    | メリッサ・バルガス         | Vargas             | 184                | Cienfuegos         | WS                 |                    |
| 5    | ヤミラ・エルナンデス       | Santas             | 182                | La Habana          | S                  |                    |
| 6    | ダイマラ・レスカイ         | Lescay             | 184                | Guantanamo         | MB                 |                    |
| 7    | クラウディア・エルナンデス | Hernandez          | 181                | La Habana          |                    |                    |
| 8    | ディアリス・ペレス         | Diaris             | 182                | La Habana          |                    |                    |
| 9    | ダイエッシ・ルイス         | Luis               | 170                | Camaguey           | WS                 |                    |
| 10   | エミリ・ボレル             | Borrell            | 167                | Villa Clara        | L                  |                    |
| 11   | グレテル・モレノ           | Moreno             | 183                | Grenma             | S                  |                    |
| 12   | アイラマ・セセ             | Cece               | 188                | Mayabeque          |                    |                    |
| 13   | リセト・エレラ             | Liset              | 192                | Matanzas           |                    |                    |
| 14   | ダヤミ・サンチェス         | Sanchezl           | 188                | Ciudad Habana      |                    |                    |
| 15   | ベアトリス・ビルチェス     | Vilches            | 182                | Cienfuegos         |                    |                    |
| 16   | イエレンニス・ディアス     | Diaz               | 189                | Villa Clara        |                    |                    |
| 17   | エイディ・カサノバ         | Casanova           | 184                | La Habana          |                    |                    |
| 18   | スリアン・マティエンソ     | Matienzo           | 178                | La Habana          | WS                 |                    |
| 19   | ジェニフェル・アルバレス   | Alvarez            | 184                | Cienfuegos         | WS                 |                    |
| 20   | エイディ・ロドリゲス       | Rodriguez          | 187                | Villa Clara        | OP                 |                    |
| 21   | アイダチ・アグエロ         | Attilah            | 177                | Camaguey           |                    |                    |
| 22   | ソニア・ロメロ             | Romero             | 183                | La Habana          |                    |                    |

## 歴代監督
- エウヘニオ・ヘオルヘ
- アントニオ・ペルドモ
- フアンカルロス・ガラ

## 歴代代表選手
★マークはバレーボール殿堂入りのプレーヤー。
- ミレヤ・ルイス★
- レグラ・トレス★
- マガリ・カルバハル★
- タイスマリー・アゲロ
- ナンシー・カリーヨ
- ソイラ・バロス
- ケニア・カルカセス
- ロシル・カルデロン
- レグラ・ベル
- リアナ・メサ
- ダイミ・ラミレス
- ユミルカ・ルイス
- ヤネリス・サントス
- ユシディ・シリエ
- ヨアナ・パラシオス
- アナ・クレヘル